# Colroy-la-Roche
Colroy-la-Roche település Franciaországban, Bas-Rhin megyében. Lakosainak száma 472 fő (2022. január 1.). Colroy-la-Roche Bellefosse, Blancherupt, Bourg-Bruche, Ranrupt, Saint-Blaise-la-Roche és Saulxures községekkel határos.

## Népesség
A település népességének változása:
| Lakosok száma | 490  | 494  | 500  | 488  | 485  | 476  | 473  | 471  | 472  |
|               | 2013 | 2015 | 2016 | 2017 | 2018 | 2019 | 2020 | 2021 | 2022 |